# Jiří Růžek

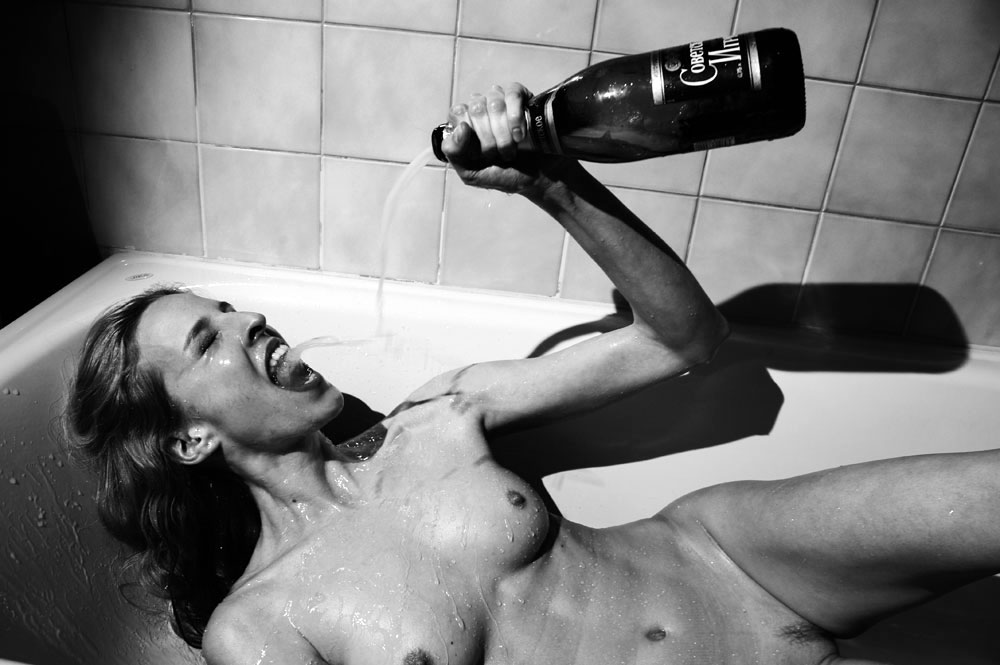
Jiří Růžek: Sovetskoe Igristoe, 2010

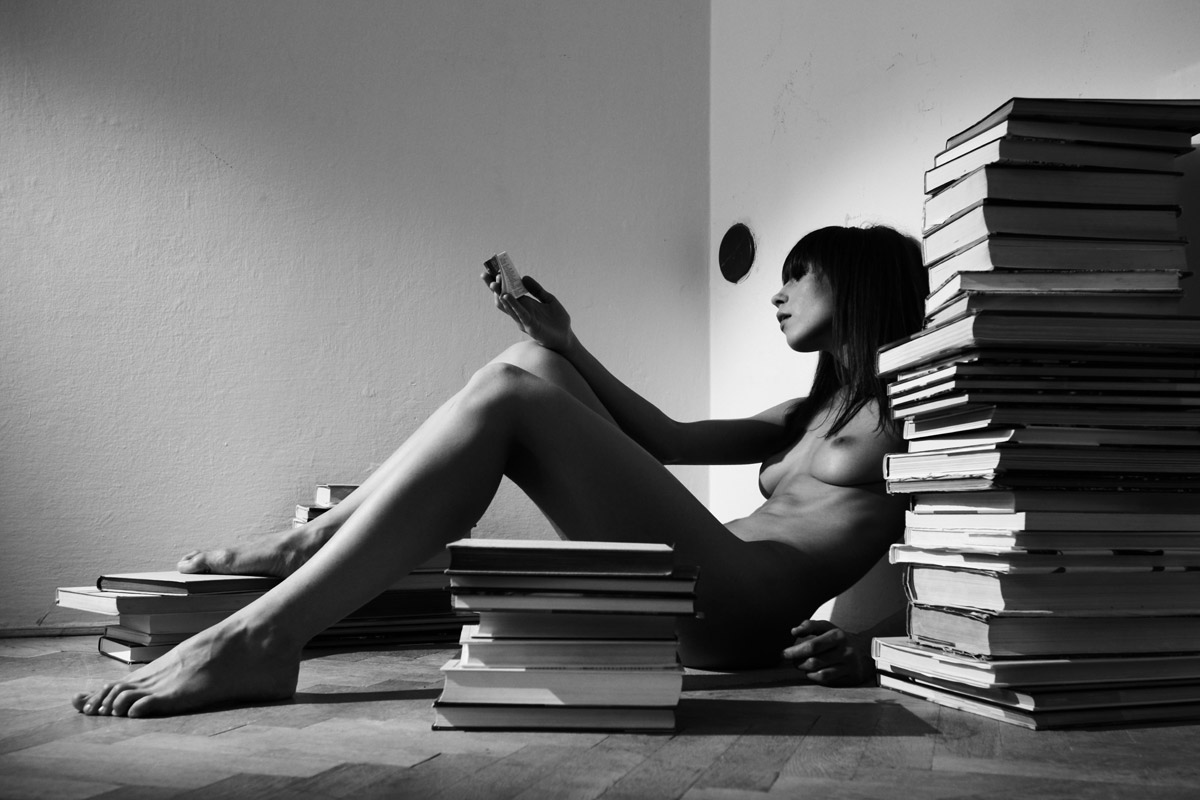
Jiří Růžek: Bookworm, 2010

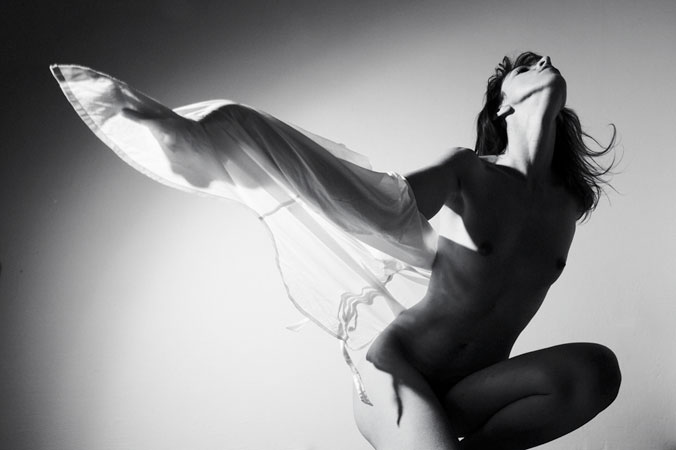
Jiří Růžek: Isis, 2009

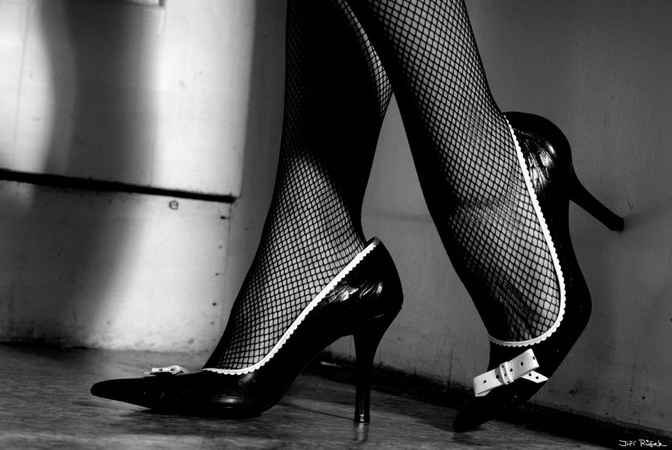
Jiří Růžek : Network, 2007

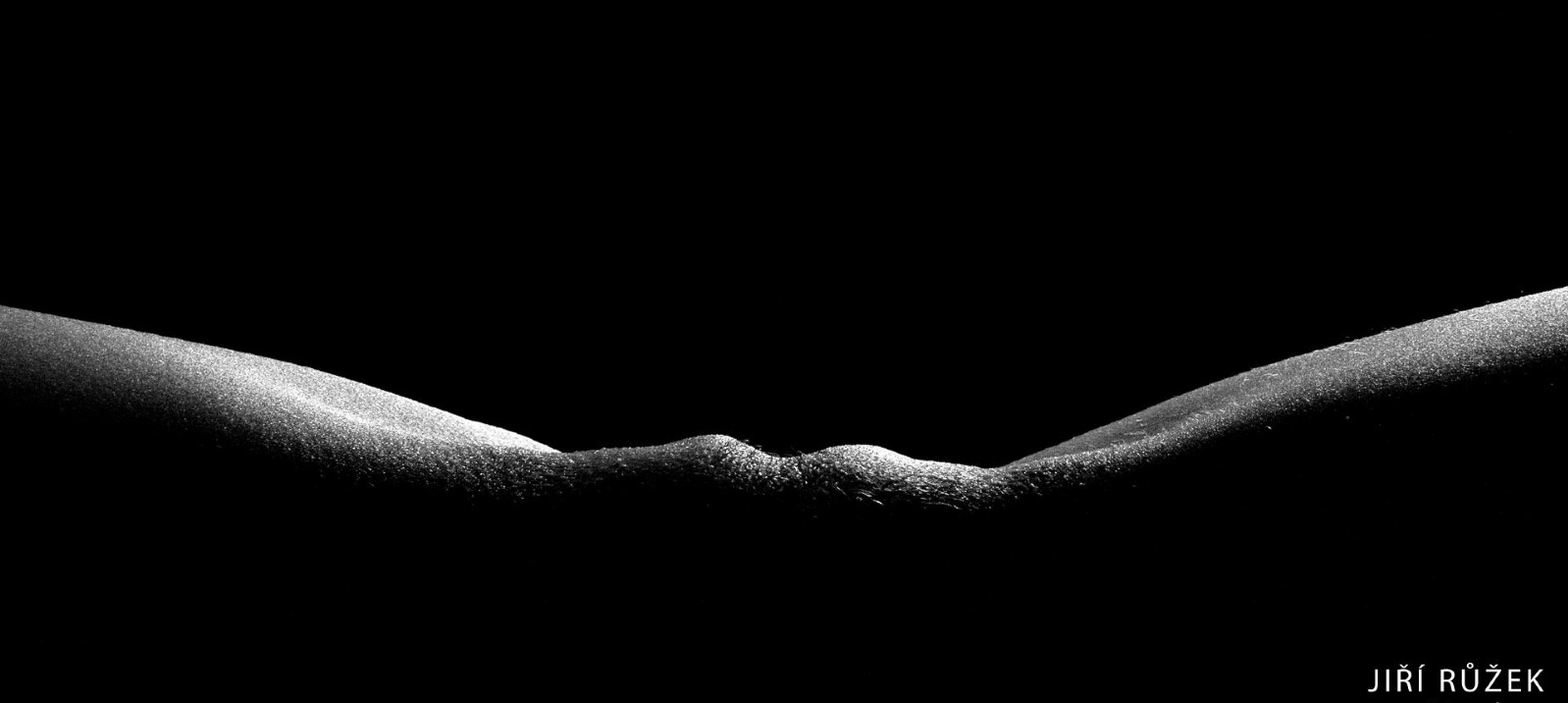
Jiří Růžek: České středohoří, 2006, 1. prix Akty X 2009

Jiří Růžek [ˈjɪr̝iː ˈruːˈʒek], né le 29 août 1967 à Litoměřice, est un photographe tchèque. Il se consacre principalement à la photographie d’art.

## Biographie
Descendant d’une famille n'ayant jamais comporté d'artistes, il vécut jusqu’à l’âge de sept ans à Litoměřice, une ville pittoresque dans le nord de la Bohême.
Plus tard sa famille déménagea dans un petit village du nom de Libochovany, où il vécut jusqu’à l’âge de 22 ans, période au cours de laquelle il fit son service militaire obligatoire, ce en pleine Révolution de velours (1989).
Entre 1981 et 1985 il fit des études de programmation et d’informatique au Gymnasium de Litoměřice. Parallèlement aux études au lycée, il consacra ses temps libres à jouer à la basse-guitare et à chanter dans un groupe de rock, folk et jazz. Il mit un terme à sa passion musicale et quitta son groupe en 2005.
Entre 1983 et 1988 il se consacra aux études lyriques et d’écriture de scénarios au conservatoire Jaroslav Ježek.
En 1995, à 28 ans, il réalisa une série de photographies pour l’album CD-rock Please Don't Care. Il se tourna vers son amie Martina Cyrkvova qui avait une longue carrière en mannequinat. Elle lui servit volontiers de premier mannequin. Ce fut le point de départ d’une carrière d’artiste.
Dans la foulée il s’installe en 2004 à Prague, République tchèque, où il vit et travaille aujourd'hui.

## Œuvres
Il est souvent décrit comme auteur d’actes noir-blancs. Lui se définit volontiers comme auteur de portraits nus ou semi-nus.
Ses œuvres ont un succès planétaire. Par conséquent, il est souvent cité et publié dans la presse écrite aussi bien que sur des sites internet tchèques et internationaux. Ses œuvres font partie de collections privées de par le monde.
En 2009 il remporte par le truchement de son œuvre České středohoří (centre de montagne tchèque) le premier prix du concours Akte X d’un magazine de renom, Reflex,,,.
Membre du Syndicat des photographes de la république tchèque, de l’association des photographes et de la fédération des photographes d’art.

## Expositions
- 1. Holešovická kavárna 2006, Prague
- Jiří Růžek - Akty 2007 (1. Holešovická kavárna Prague)
- Designblok 2009 (Superstudio A4 Holešovický pivovar, Prague)[5]
- Prague Photo 2010 (Výstavní síň Mánes, Prague)[6]
- Jiří Růžek - Holky v altánu 2010 (Viniční altán, Prague)[7],[8]
- Maximální fotografie 2010 (Rudoltice)[9]
- Jiří Růžek - V lůně středohoří 2010 (Fotogalerie Na Baště Litoměřice)[10]
- Digiforum 2010 (Clarion Congress Hotel, Prague)[11]
- Art For Sue Ryder 2010 (Sue Ryder, Prague)[12]
- Základní Instinkt/Basic Instinct 2010 (Malostranská Beseda, Prague)[13]
- Základní Instinkt/Basic Instinct 2011 (Langhans Gallery, Prague)[14]
- Naked in Algarve, 2011 (Galeria Arte Algarve, Lagoa, Portugal)[15]
- Feira de arte Arte Algarve IV, 2011 (Única - Adega Cooperativa do Algarve em Lagoa, Lagoa, Portugal)[16],[13]

## Prix
- Akty X 2009 - 1. prix (concours du meilleur acte du magazine Reflex)[1]
- Základní instinkt 2010 - 1. prix (Demi-finale du concours, meilleur acte, magazine Instinkt][17],[18]